# 中座

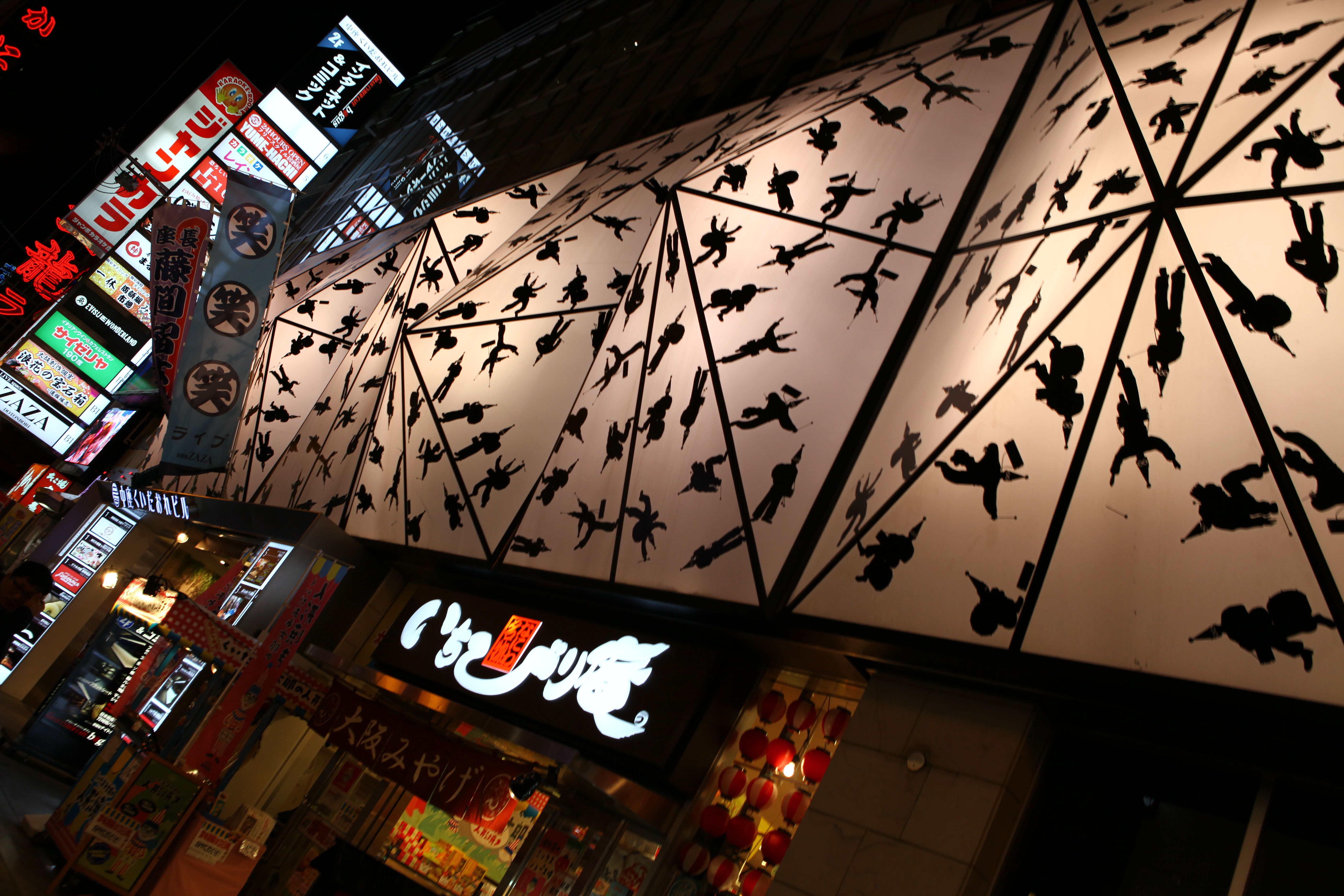
跡地に建てられた中座くいだおれビル（2012年1月撮影）

中座（なかざ・1661年開業 - 1999年10月31日閉鎖）は大阪府大阪市中央区にあった劇場である。現在は跡地に飲食テナントビル中座くいだおれビルが建っている。

## 概要
道頓堀の近くにあり浪花座、角座、朝日座、弁天座とともに「道頓堀五座」と呼ばれた。
1653年(承応2年)、道頓堀開削時に周辺に多く設けられた芝居小屋のひとつとして、同じ場所に中之芝居の名が確認されている。
1806年(文化3年)、摂州大坂地図に竹本座、角座、豊座、竹田座と並んで道頓堀五座と記されている。
1928年(昭和3年)火災により焼失、1930年(昭和5年)台風により倒壊、1945年(昭和20年)3月13日大阪大空襲により全焼と、何度も失われその都度再建を繰り返している。
戦後も、1948年(昭和23年)に木村組の大阪支店長、安倍恒夫の施工により再建され、藤山寛美が松竹新喜劇の上演の拠点にするなど、上方芸能を支えた。
1999年(平成11年)、老朽化と営業不振により閉館され、大阪府指定文化財の破風を残し取り壊された。
かつて中座の奈落に祀られていた「柴右衛門狸大明神」が同ビルの4階に移されたが、2000年に「里帰り」し、現在は洲本八幡神社に祀られている。

## 解体時の事故
2002年9月9日3時10分、解体工事に際しガス配管の除去工事で、廃止管と取り違えて本管を切断する施工ミスにより大量のガスが漏出、引火爆発による大惨事を引き起こした。これにより、解体前の中座および隣接するビルと法善寺横丁16棟が全焼したが、奇跡的に死者は出なかった。原因は、1976年に行った改修工事時の図面誤りを確認しないまま、作業を行った為とされる。

## 中座くいだおれビル
中座の跡地は、アルゼ株式会社（現ユニバーサルエンターテインメント）の子会社株式会社システムスタッフ（後にアルゼマーケティングジャパンに商号変更、更にその後アルゼに吸収合併）が取得し、22億円をかけて、地上6階、地下1階建ての商業テナントビル「アルゼ道頓堀ビル」を建設、2004年（平成16年）2月に竣工、パチンコ「ガイア道頓堀店」と飲食店が入居し同年4月に開業した。飲食店フロアはセラヴィリゾートが運営する「セラヴィスクエア中座」と称していた。なお、セラヴィリゾートは2008年（平成20年）に会社更生法の適用を申請する。
2007年（平成19年）6月、東京建物不動産販売などが運用するジーティースリー特定目的会社に94億3千万円で売却された。なお、売り主のシステムスタッフ簿価は土地49億1千万円、建物16億2千万円、合計65億3千万円であった。
2009年（平成21年）7月に閉店したくいだおれの名称を借り受け「中座くいだおれビル」となり、くいだおれ太郎が1年ぶりの復活を遂げ、「中座」の名前も復活した。ザイマックスプロパティズ関西が運営した。
2015年（平成27年）2月、グロブナー・グループと東京建物不動産販売が組成した特定目的会社が、約100億円で香港の投資ファンドであるダイナスティ・ホールディング傘下の特定目的会社へ売却した。
2017年（平成29年）3月に、野村不動産マスターファンド投資法人が116億円で取得した。野村不動産コマースが運営している。